# Louis Dufour
Louis „Choulet” Dufour, Jr. (Les Avants, Montreux, 1901. július 26. – Genf, 1982. október 26.) Európa-bajnok, olimpiai bronzérmes svájci jégkorongozó.
Először olimpián az 1920-as nyárin vett részt a svájci jégkorongcsapatban. Első mérkőzésükön nagy vereséget szenvedtek el az amerikaiaktól: 29–0-ra kikaptak. Ezután a bronzmérkőzésért játszottak a svéd válogatottal, amin 4–0-ra ismét kikaptak. Így az ötödikek lett.
Az 1928. évi téli olimpiai játékokon visszatért a svájci válogatottal a jégkorongtornára. Az első mérkőzésen Ausztria ellen 4–4-et játszottak, majd a németeket verték 1–0-ra. Így a csoportban az első helyen bejutottak a négyes döntőbe, ahol először elverték a briteket 4–0-ra, majd kikaptak a svédektől 4–0 és a kanadaiaktól 13–0-ra. Ezek után a bronzérmesek lettek. Ez az olimpia egyben Európa- és világbajnokság is volt, így Európa-bajnoki ezüstérmesek és világbajnoki bronzérmesek is lettek.
1921-ben, 1924-ben és 1925-ben svájci bajnok volt. 1931 és 1937 között párizsi csapatokban játszott. 1926-ban Európa-bajnok lett, 1924-ben és 1925-ben pedig bronzérmes. Miután visszavonult, mint játékos, edző lett.